# Asynapteron inca
Asynapteron inca är en skalbaggsart som först beskrevs av Martins 1962.  Asynapteron inca ingår i släktet Asynapteron och familjen långhorningar. Inga underarter finns listade.